# Die Maske des Fu-Manchu
Die Maske des Fu-Manchu (Originaltitel: The Mask of Fu Manchu) ist ein US-amerikanischer Abenteuer- und Horrorfilm aus dem Jahr 1932 von Charles Brabin. Das Drehbuch basiert auf einer Erzählung des britischen Schriftstellers Sax Rohmer, der die Figur des bösen Wissenschaftlers Dr. Fu-Manchu erfunden hat. Der Film zählt zu den sogenannten Pre-Code-Filmen, die noch vor dem Hays Code, den Zensur- und Produktionsrichtlinien für US-Filme, produziert wurden. Er wurde am 5. November 1932 uraufgeführt. In Deutschland lief der Film erstmals am 8. August 1987 in einer um drei Minuten gekürzten Fernsehfassung im Ersten.

## Handlung
Nayland Smith bittet seinen Freund Sir Lionel Barton, nach dem Grab von Dschingis Khan zu suchen. Damit will er verhindern, dass der chinesische Wissenschaftler Dr. Fu-Manchu in den Besitz der Grabbeilagen kommt, die er für seine dunklen Machenschaften benötigt. Sir Lionel legt die geplante Expedition seinen Kollegen vom Britischen Museum dar, kurz danach wird er entführt. Seine Tochter Sheila plant nun eine eigene Expedition mit Smith.
In seinem Hauptquartier im Fernen Osten versucht es der Doktor zuerst mit Schmeicheleien und Bestechungen, um Sir Lionel das Geheimnis des Grabes zu entlocken. Fu-Manchu bietet ihm sogar seine Tochter Fah Lo See an, doch Sir Lionel weigert sich beharrlich. Auch Folterungen erduldet er, ohne etwas zu verraten. Währenddessen findet Sheilas Expedition das Grab. Trotz der Warnung vor einem Fluch öffnen sie es. Smith stößt zur Gruppe und warnt sie vor Fu-Manchu, der jeden Moment zuschlagen kann. Denn dieser will in den Besitz von Schwert und Maske kommen, die von der Expedition gefunden wurden.
In der Nacht wird der Expeditionsteilnehmer McLeod von einem Wurfdolch getötet. Sheilas Verlobter Terrence Granville findet am Morgen eine menschliche Hand, die Sir Lionels Ring trägt, danach wird er von Manchus Mitarbeitern zu einem Treffen eingeladen. Der skeptische Terrence akzeptiert die Einladung und nimmt Maske und Schwert mit in Manchus Hauptquartier. Das Schwert stellt sich als Fälschung heraus. Fah Lo See, die sich in Terrence verliebt hat, ordnet daraufhin an, diesen mit Peitschenhieben zu bestrafen. Manchu will jedoch nicht, dass seine Tochter mit Terrence zusammenkommt, er hat andere Pläne mit ihm.
Manchus Männer schaffen Sir Lionels Leiche zur Expedition. Der gramvolle Smith gesteht, die gefundenen Reliquien gefälscht zu haben, um Manchu zu überlisten. Er verlässt die Gruppe und betritt eine Opiumhöhle. Dort sieht er einen Mann, der Manchus Erkennungszeichen, eine Tätowierung auf der Schulter, trägt. Er folgt dem Mann und findet den geheimen Eingang zu Manchus Hauptquartier. Smith wird jedoch erwischt. Er verlangt die Freilassung von Terrence, als Manchu diesem gerade ein Serum verabreichen will, das ihn unter seine Kontrolle bringen soll.
Der mit dem Serum behandelte Terrence geht zu Sheila. Als er nach dem echten Schwert und der echten Maske fragt, wird Sheila klar, dass Terrence unter Drogeneinfluss steht. Sie und Von Berg werden ebenfalls von Manchus Männern gefangen genommen. In Manchus Versteck sieht Sheila ihren Verlobten mit Fah Lo See und versucht, den Drogeneinfluss zu stören. Terrence erwacht tatsächlich aus seiner Trance, doch nun soll Sheila weggebracht werden und als Menschenopfer dienen.
Als Sheila am nächsten Morgen auf einem Altar zur Opferung bereitliegt, kann Smith aus seinem Gefängnis ausbrechen und Terrence befreien. Zusammen befreien sie Von Berg und manipulieren eine elektrische Maschine des Wissenschaftlers. Die Maschine sendet eine elektrische Strahlung an das Schwert, wodurch Manchu getötet wird. Terrence befreit Sheila, während Smith und Von Berg mit der Maschine Manchus Männer bekämpfen. Es gelingt ihnen, sich auf das Expeditionsboot zu retten. Auf dem Rückweg nach England wirft Smith das Schwert über Bord.

## Hintergrund
Boris Karloff, der Darsteller des Bösewichts, musste an jedem Drehtag für zweieinhalb Stunden in die Maske. Karloff löste Warner Oland als Darsteller des chinesischen Wissenschaftlers ab, der die Rolle in einem Serial vier Mal verkörperte. Vor Oland war H. Agar Lyons der Darsteller in 23 Stummfilmen einer britischen Filmserie. Karloff drehte nur einen Fu-Manchu-Film. Der bekannteste Darsteller ist Christopher Lee, der zwischen 1965 und 1969 fünf Filme als Dr. Fu-Manchu für Harry Alan Towers drehte.
Der Film hatte ein Budget von ca. 327.000 US-Dollar und spielte weltweit über 600.000 US-Dollar ein. Cedric Gibbons war für das Szenenbild der Produktion verantwortlich, Toningenieur Douglas Shearer arbeitete als Aufnahmeleiter. Die Spezialeffekte stammten von Warren Newcombe. Charles Vidor führte ursprünglich Regie, doch bereits nach wenigen Tagen wurde er von der Produktion zurückgezogen und durch Charles Brabin ersetzt.
Am Tag der Uraufführung des Films gaben sich Karen Morley und der ursprüngliche Regisseur Charles Vidor das Jawort.

## Kritiken
Für das Lexikon des internationalen Films war Die Maske des Fu-Manchu „ein für seine Entstehungszeit ungewöhnlich sadistischer Horrorfilm-Klassiker. […] In der Mischung aus ‚exotischer‘ Gruselatmosphäre und Science-Fiction-Elementen besticht vor allem Boris Karloff in der Hauptrolle. Für filmhistorisch Interessierte und Liebhaber des Genres interessant.“ Variety konstatierte, jeder werde von der Geschichte behindert.
Die New York Times befand, der Film sei „unglücklicherweise zu lang“. Der TimeOut Filmguide hob Karloffs ironische Darstellung des Bösewichts hervor. Gelobt wurden auch Myrna Loys fröhliche Darstellung der Tochter, Tony Gaudios Kameraarbeit und die überraschend fantasievolle Ausstattung.
Das Fazit der deutschen Filmzeitschrift Cinema fiel positiv aus: „Soft-Horror in tollen Dekors.“